# Mirtha Vásquez
Mirtha Esther Vásquez Chuquilín (Cajamarca, 31 de març de 1975) és una política, advocada i professora universitària peruana, que exerceix de presidenta del Consell de Ministres del Perú, càrrec equiparable al de primera ministra en d'altres països, des del 6 d'octubre de 2021. Va ser diputada del Congrés de la República del Perú, durant el període parlamentari 2020-2021, i va ocupar el càrrec de presidenta interina del Congrés de novembre de 2020 a juliol de 2021.

## Biografia

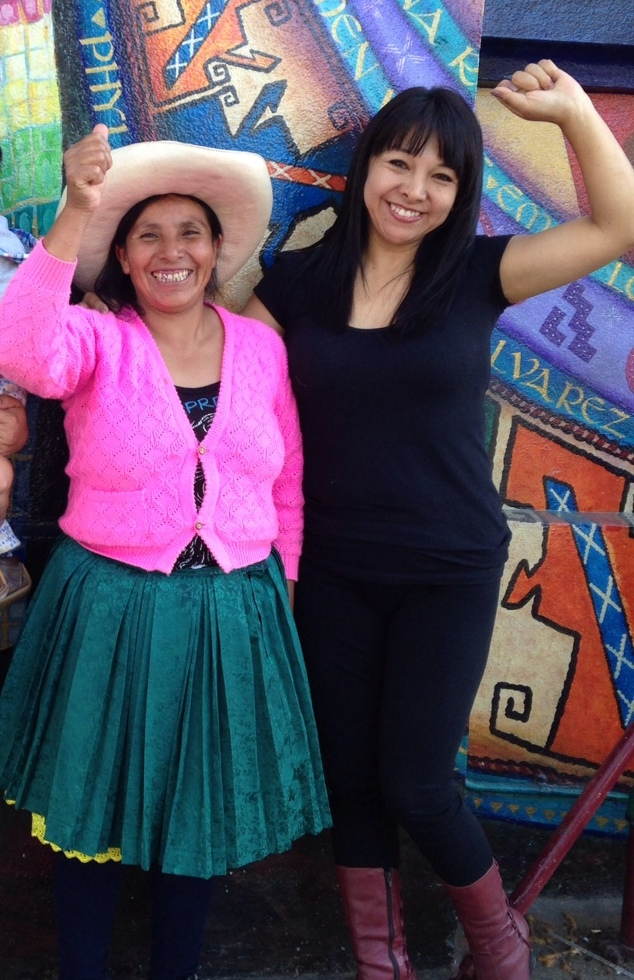
Vásquez al costat de Máxima Acuña.

Nascuda a la ciutat de Cajamarca el 31 de març de 1975, es va llicenciar en Dret a la Universitat Nacional de Cajamarca i es va graduar en un màster de gerència social per la Pontifícia Universitat Catòlica del Perú. Va ser docent de la Universitat Nacional de Cajamarca entre 2009 i 2019 i va exercir d'advocada i secretària executiva de Grufides entre 2003 i 2019. També va ser advocada a l'Associació Pro Drets Humans (APRODEH) entre 2018 i 2019 i va integrar el Consell Directiu de la Coordinadora Nacional de Drets Humans. A més, va ser columnista de Noticias SER.

## Trajectòria política
Abans de ser diputada del Congrés de la República del Perú, va ser especialment coneguda per haver defensat el cas de la pagesa Máxima Acuña en lluita contra la minera Compañía de Minas Buenaventura, en un litigi de protecció ambiental d'unes llacunes conegut a nivell nacional i internacional.

### Congressista i presidenta del Congrés
A les eleccions parlamentàries del 2020, va ser escollida diputada al Congrés de la República del Perú amb 12.687 vots per a representar la Regió de Cajamarca durant el període parlamentari 2020-2021.
Va ser una dels només 12 congressistes que van presentar la seva Declaració Jurada d'Interessos davant l'agència de control general de la República, i fins i tot va instar els seus col·legues a fer-ho perquè era important, necessari i «saludable». L'abril de 2020, Vásquez va ser elegida, per unanimitat, presidenta de la Comissió d'Inclusió Social i Persones amb Discapacitat del Congrés. D'aquesta forma es va comprometre a treballar per les persones en situació de pobresa afectades per la crisi sanitària causada per la pandèmia de COVID-19. A més, Vásquez va ser vicepresidenta de la Comissió d'Ètica Parlamentària instal·lada el juny del 2020.
L'any 2020 va rebutjar l'eliminació de la immunitat parlamentària perquè va considerar que només hauria de ser reformada. Va proposar un projecte de llei per eliminar el finançament d'empreses en campanyes polítiques perquè, segons ella, permetria «disminuir els incentius i el risc que la captació econòmica del poder polític es materialitzi com el que va passar amb el cas Lava Jato». Va presentar un projecte de llei que buscava modificar l'article 149 de la Constitució del Perú per enfortir la tasca de les rondes camperoles al Perú i generar «mecanismes de protecció legal davant de la criminalització que han patit durant diversos anys». Vásquez va proposar declarar el Perú en emergència alimentària mitjançant un projecte de llei que buscava, entre d'altres, recolzar les olles comunes i l'agricultura familiar.
El setembre del 2020 va ser denunciada pel també congressista Robinson Gupioc Ríos per haver sol·licitat que es reconsiderés la votació que va arxivar el cas del congressista José Luna Morales a la Comissió d'Ètica Parlamentària.
Vásquez va ser una dels 19 congressistes que van votar en contra de la moció de censura («vacancia») contra Martín Vizcarra. Va considerar que no era la forma per afrontar les denúncies de Vizcarra per presumptes actes de corrupció, ni «la sortida més eficient» a la crisi política perquè l'expulsió del càrrec podria ser aprofitada per «grups polítics molt qüestionats» que assumirien el poder.
Després de la renúncia de Manuel Merino a la presidència de la República, va ser triada primera vicepresidenta del Congrés com a part de la llista encapçalada per Francisco Sagasti. I, en jurar Sagasti com a nou cap d'Estat, va assumir la presidència del Congrés de manera interina, per completar el període parlamentari 2020-2021.

### Presidenta del Consell de Ministres
El 6 d'octubre de 2021 va ser designada presidenta del Consell de Ministres del Perú, després de la renúncia de Guido Bellido, sol·licitada pel president Pedro Castillo. Amb Guido Bellido van renunciar set dels dinou ministres del Consell.
El gabinet liderat per Vásquez va passar a tenir cinc dones en lloc de les dues que tenia l'executiu anterior. La bancada del Perú Lliure es va mostrar en contra dels canvis ministerials i els va qualificar com una «traïció a totes les majories». El seu portaveu, Waldemar Cerrón, va dir que no donarien suport al gabinet Vásquez, però que no serien obstruccionistes i seguirien «treballant pel bé del país». El 4 de novembre de 2021, el Congrés va sotmetre's al vot de confiança de la nova presidenta del Consell, atorgant-li positivament els plens drets del càrrec en una votació de 68 a favor, 56 en contra i una abstenció.